# Жарикбаев, Кубигул Бозаевич
Кубигул (Кубыгул) Бозаевич Жарикбаев (каз. Құбығұл Бозайұлы Жарықбаев; 26 октября 1929, аул Кокбулак, Алгинский район, Актюбинская область, Казакская АССР, СССР — 28 октября 2021) — советский и казахстанский учёный, доктор педагогических наук (1982), доктор психологических наук (2003), профессор (1984). Заслуженный деятель науки и техники РК (1998). Почётный академик общественного объединения «Академия Педагогических Наук Казахстана». Профессор кафедры этнической и педагогической психологии Казахского национального университета им. аль-Фараби. Почётный член НАН РК.

## Биография
В 1946 году окончил Актюбинский учительский институт, работал учителем и старшим пионервожатым Алгинской казахской средней школы. В 1954 году окончил отделение логики и психологии КазГУ им. С. М. Кирова (ныне КазНУ им. аль-Фараби). В 1951—1958 годах занимался педагогической деятельностью в Шымкентском пединституте, затем преподавал в вузах Кызылорды и Алматы. В 1977—1987 годах доцент, заведующий кафедрой; с 1987 профессор КазГУ. С 1998 года директор Центра этнопедагогики и этнопсихологии им. академика Т.Тажибаева.
В 1961—1967 годах обучался в аспирантуре кафедры психологии МГУ им. М. В. Ломоносова и Московского государственного педагогического института им. В. И. Ленина, в 1967 году защитил кандидатскую диссертацию на тему «Развитие психологической мысли в Казахстане (со второй половины XIX века и до наших дней)». В октябре 1982 года в Киевском государственном педагогическом институте им. М. Горького защитил докторскую диссертацию по теме «Развитие педагогической мысли в дореволюционном Казахстане», а в 2003 году в КазНУ им. аль-Фараби — докторскую диссертацию на тему «Становление основ научной психологии в Казахстане (история и этапы развития в XX веке)» по специальности «Психология».
Умер 28 октября 2021 года.

## Научная деятельность
Основные направления научных исследований: проблемы педагогической и психологической мысли в Казахстане. В научных трудах сделан всесторонний анализ этнической психологии казахов.
Сочинения:
- Краткий библиографический указатель по психологии (1917—1967), А.-А., 1967;
- Развитие психологической мысли в Казахстане, А.-А., 1968;
- Тұрмыс және денсаулық, А., 1970;
- Әдеп және жантану, А., 1996;
- Қазақ психологиясының тарихы, А., 1996;
- Этнопсихология, А., 1998;
- Жүсіпбек Аймауытұлының психологиялық көзқарастары, А., 2000.